# لونیه-پو
اورلیان ماری لونیه (فرانسوی: Aurélien Marie Lugné‎؛ ۲۷ دسامبر ۱۸۶۹ – ۱۹ ژوئن ۱۹۴۰) با تخلص و نامِ هنری «لونیه-پو» یک هنرپیشه، مدیر تئاتر و سینما و طراح صحنه اهل فرانسه بود.
او از اعضاء جنبش سمبُلیسم و نخستین کسی بود که آثار اگوست استریندبرگ و هنریک ایبسن را به مخاطبان فرانسوی معرفی و ارائه کرد.